# Geld voor de armen

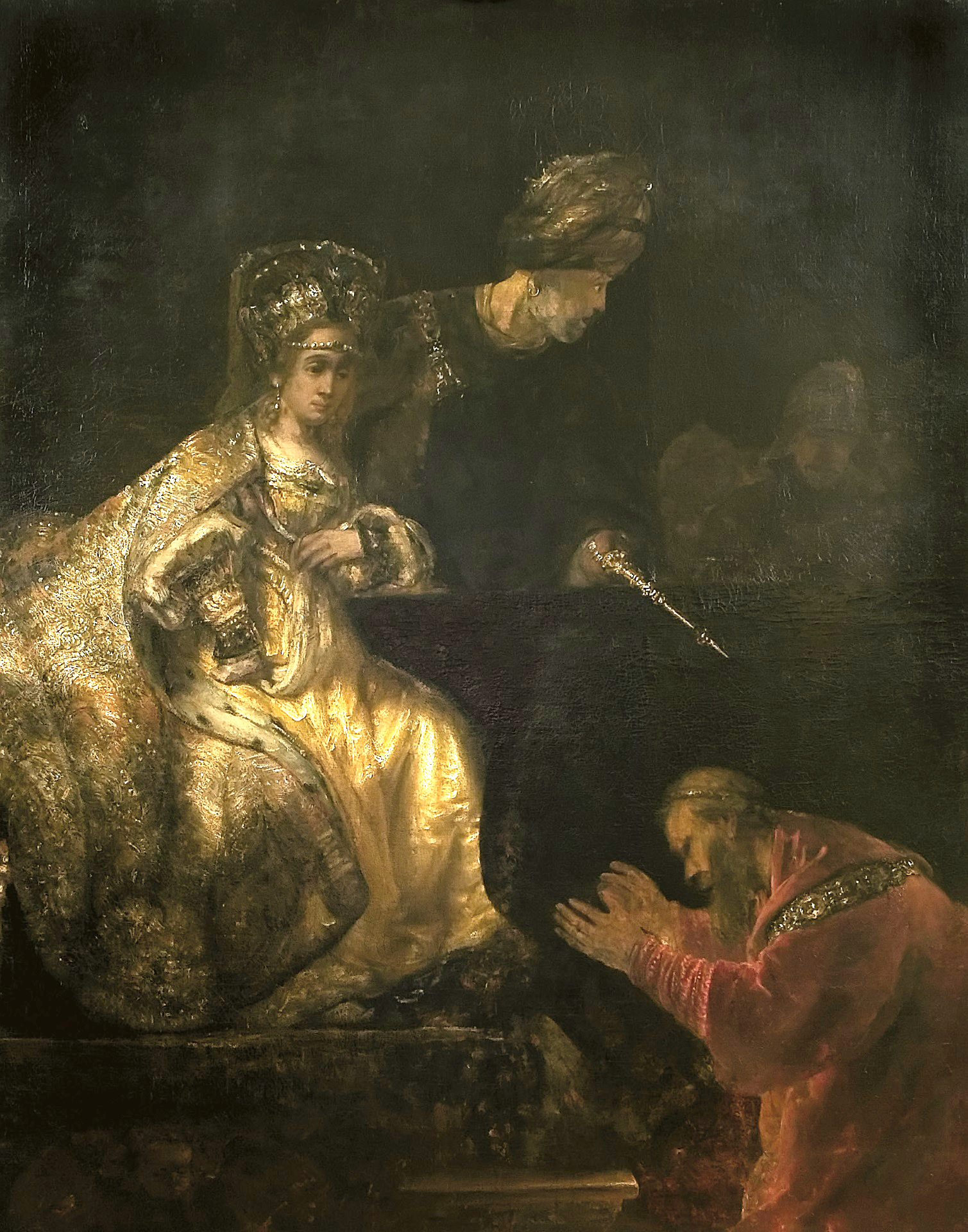
Haman smeekt Esther om genade

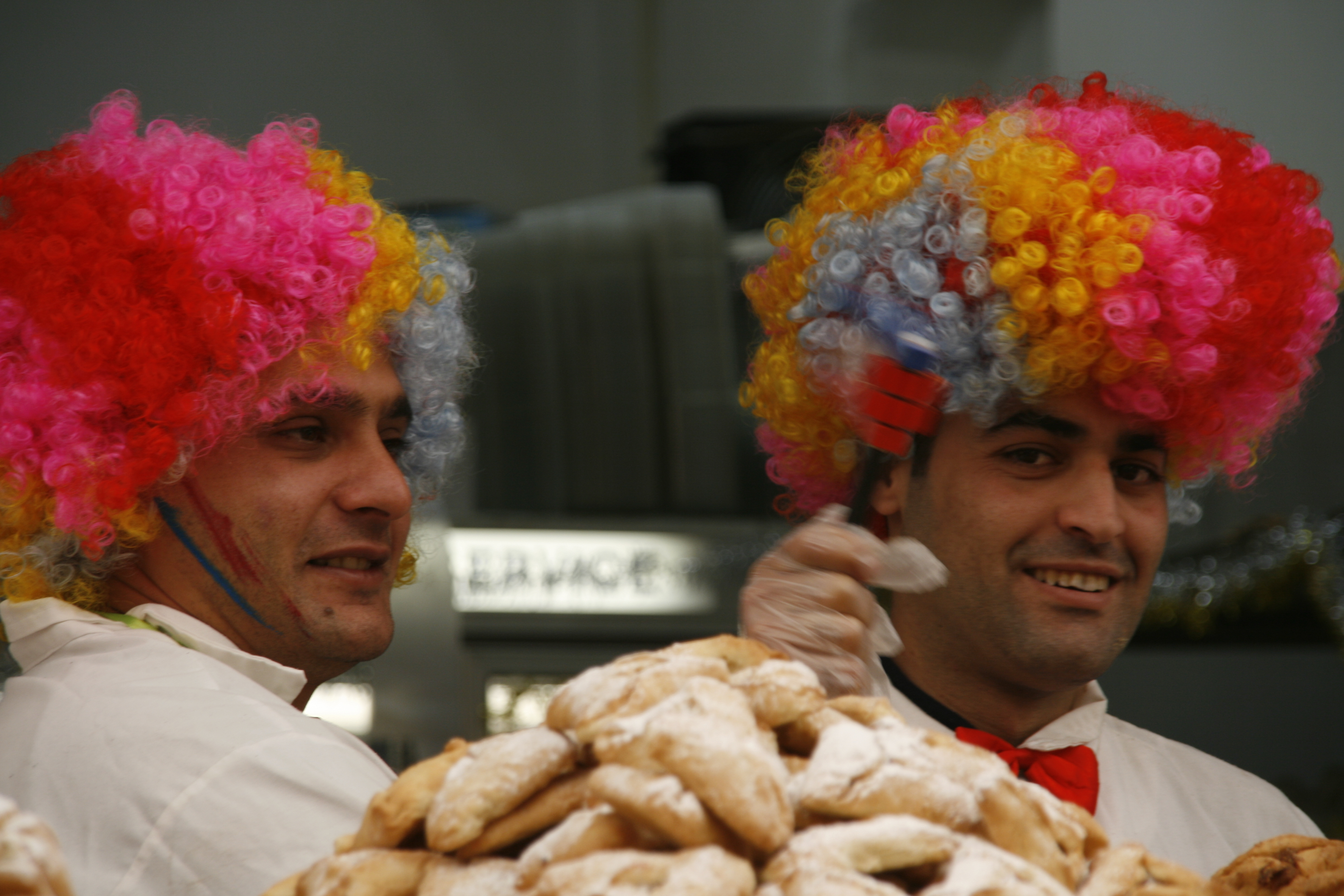
Verklede mensen en hamansoren (droge koekjes die tijdens het joods feest Poerim worden gegeten)

Geld voor de armen is een Joods volksverhaal.

## Het verhaal
In Youssi woont een rijke Joodse bankier, hij geeft op Poeriem altijd een groot geldbedrag aan de ambtenaar. De ambtenaar verdeelt het geld onder de armen van de stad. Op een dag komt een man van heel ver, hij weigert het bedrag dat wordt aangeboden. Hij wil meer, omdat hij van ver komt. De ambtenaar zegt dat hij zelf naar de bankier moet gaan en de bankier besluit deze man iets meer geld te geven. De arme man is nog niet tevreden en de bankier wordt dan woedend. 
De arme man vertelt dat de Joden in de toenmalige Perzische hoofdstad Sjoesjan voor hun leven vreesden. Haman is aan de macht en er wordt een vasten uitgeroepen. De mensen bidden tot God en de rijken geven geld aan de Joden. Het arme volk merkt dat geld geen geluk brengt. Ze gaan naar de rijken om het geld terug te brengen, maar deze weigeren dit. Na lang onderhandelen besluiten de rijken het geld terug te nemen. Maar elk jaar zullen de armen op Poeriem hun deel in ontvangst moeten nemen. Zo beheren de rijken het geld dat ook van de armen is. Niemand weet meer wat de arme man toekomt. 
De rijke man is diep onder de indruk en schenkt de man die van ver komt een deel van zijn vermogen.

## Achtergronden
- Het verhaal komt uit Roemenië.
- Zie ook jodendom en Esther (boek).